# 精巣萎縮

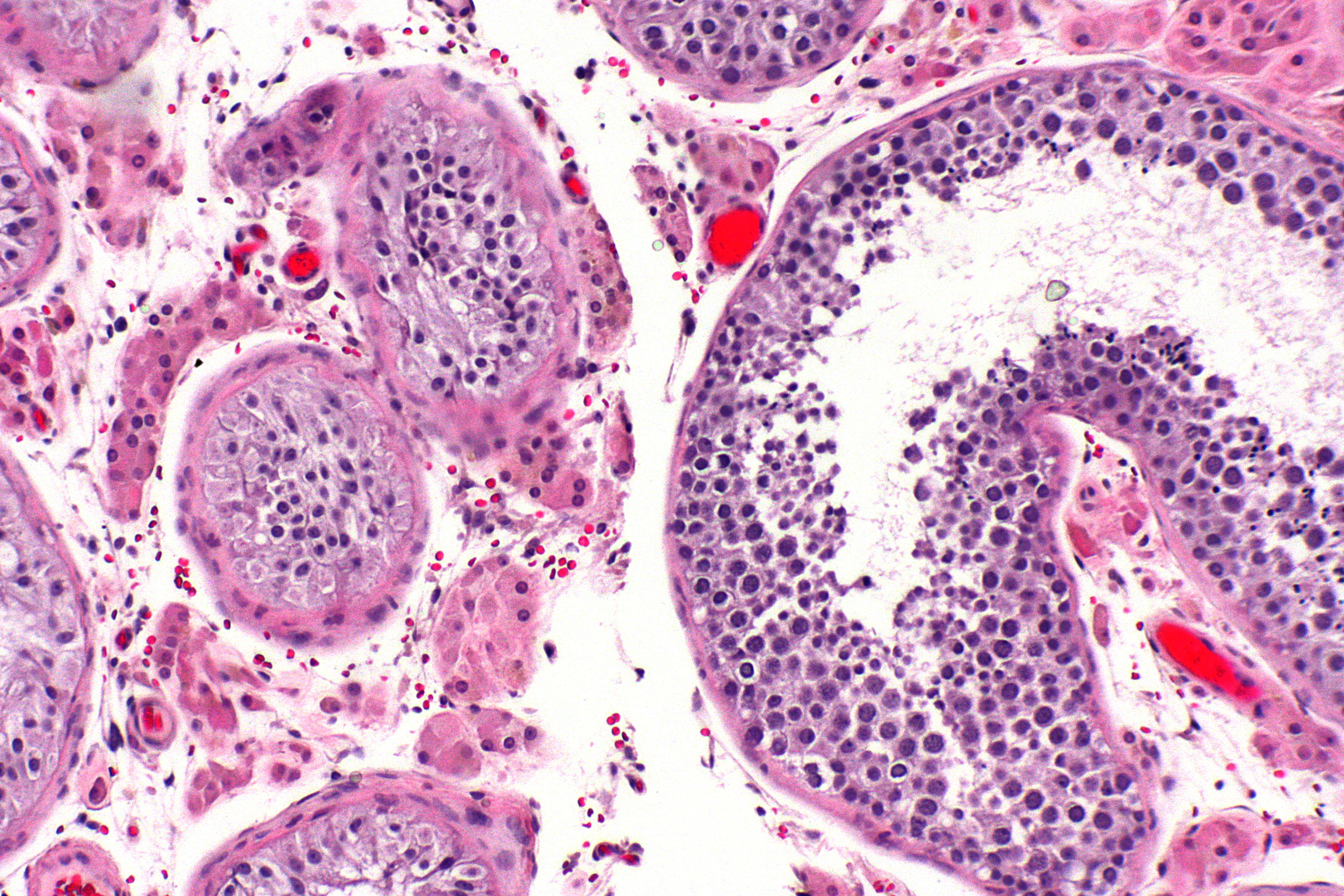
Microscopic view of testicular atrophy (intermediate magnification)

精巣萎縮（せいそういしゅく、英: Testicular atrophy） は、片方または両方の精巣が小さくなる病態で、精巣機能の低下を伴うことがある。精巣萎縮は、寒暖の差によって陰嚢が一時的に収縮することとは関係ない。
精巣はテストステロンおよび精子の産生に関与しているため、精巣萎縮の徴候・症状は、不妊症またはテストステロン量の低下に関連する徴候・症状と重なる。精巣萎縮のある思春期前の男児では、二次性徴の未発達（例えば、陰茎の成長欠如）が見られることがある。性的な発達を終えた男性では、精巣萎縮は性欲低下や乳房組織の増大を伴うことがある。その他の徴候や症状はさまざまで、精巣萎縮の原因となる疾患によって異なる。例として、加齢、アルコール乱用、蛋白同化ステロイド使用、テストステロン補充療法、精巣の物理的損傷、感染症などが挙げられる。
精巣萎縮の診断には、精巣の触診や画像検査による精巣容積の測定が用いられる。また、精巣の機能を評価するためにテストステロンの血中濃度を測定する。精巣萎縮の原因によっては、追加の検査が行われる場合がある。精巣萎縮の治療可能性と可逆性も原因によって異なる。

## 徴候と症状
精巣萎縮に伴う徴候や症状は、年齢によって異なる。思春期前の場合の症状はホルモンの変化に伴う性徴の阻害が中心であるが、思春期以降の症状にはより幅広い要素が含まれる。その他の徴候や症状は、精巣萎縮の原因となる基礎疾患に起因するものもある。精巣萎縮の最も顕著な徴候は、精巣の縮小である。
思春期前患児の徴候・症状：
- 陰毛発現の欠如[11]
- 髭発毛の欠如[11]
- 陰茎の未成熟[11]
- テストステロンの低下[12]

精巣萎縮ではテストステロン分泌量が減少するので、男性性腺機能低下症の症状が現れる。テストステロン値の低下は、精巣にあるライディッヒ細胞の著しい障害によるものである。ライディッヒ細胞がダメージを受けると、テストステロンの産生が阻害される。テストステロンは、毛包そのものを調節することによって毛髪の成長に影響を及ぼし、毛包の特定の成長期に影響を与える。男児が思春期を迎えると、ステロイド性ホルモンの一種であるアンドロゲンの分泌量が増加し、硬毛包が形成される。硬毛包は、より太く色素沈着した毛髪を作るが、これもテストステロンの分泌によって調節されている。テストステロンはまた、陰茎組織を太く高密度にすることで、思春期前の陰茎の大きさにも影響を与える。
思春期後患者の徴候・症状：
- 性欲の減退
- 精巣の圧痛
- 妊孕性の低下
- 陰毛・髭の減少[11]
- 筋肉量の減少
- テストステロンの低下[12]

思春期以降の男性でテストステロン値が低いと、性欲減退、不妊、精巣圧痛、毛髪減少、全身の筋肉量低下など、上記の徴候や症状の多くを引き起こす。テストステロンは、男性の性欲を生理的に刺激する重要な役割を果たしている。テストステロン値が正常値を下回ると、性欲が減退し、勃起不全（陰茎が勃起しない、または勃起状態を維持できない状態）の発症につながる可能性がある。これは間接的に生殖能力にも影響を及ぼす。さらに、テストステロンは骨格筋形成に重要であり、体内の除脂肪体重を増加させる。テストステロンは体内の代謝活動を促し、蛋白質合成を刺激する。蛋白質の合成は、筋肉の発達と肥大にとって非常に重要である。従って、テストステロンが不足するとこの代謝プロセスが変化し、筋肉量の減少に繋がる。
精巣萎縮は下記の疾患に続発して発症し得る。
- 炎症[11]
- 発熱[11]
- 精巣の知覚過敏または疼痛[11]
- 嘔気[11]

上記の徴候や症状を引き起こす可能性のある二次的な病態には、精巣腫瘍、慢性アルコール使用、性感染症、COVID-19、精巣炎、精索静脈瘤、精巣捻転などがある。

## 原因

### 年齢
精巣の縮小は、加齢に伴い生殖機能全体が低下する結果、しばしば見られる。

### アルコール乱用
アルコールの多量摂取は、テストステロンを産生するライディッヒ細胞への直接的な損傷と、ライディッヒ細胞へのテストステロン産生シグナル伝達に関与するホルモンへの影響により、テストステロン値を低下させる。その結果、精巣萎縮はアルコール多飲者によく見られる特徴である。精巣の変性やテストステロン値の低下は、アルコール性肝硬変の患者にもよく見られるが、これはアルコール使用による悪影響が肝障害そのものによって悪化することによる。アルコールの過剰摂取は肝臓の炎症や細胞の劣化を引き起こし、精巣の異常（精巣萎縮を含む）を引き起こす危険性がある。

### 蛋白同化ステロイド使用とホルモン補充療法
蛋白同化ステロイドの使用とテストステロン補充療法（TRT）は、同様のメカニズムで精巣萎縮を引き起こすことが知られている。蛋白同化ステロイドとTRTはどちらも、筋肉増強や性欲の維持など、体内で生成されるテストステロンの効果を模倣するために（処方箋によって、または違法に）使用される。しかし、ステロイドは精子やテストステロンの体内産生を阻害するため、睾丸の萎縮を引き起こす可能性がある。
精巣萎縮はエストロゲン療法の副作用でもある。

### COVID-19
COVID-19は、テストステロン産生の調節に関与するホルモンである性腺刺激ホルモンの分泌の変化により、テストステロン産生の低下および精巣の異常を引き起こす可能性がある。これらのホルモンの作用は、COVID-19によって引き起こされる炎症や酸化ストレスによるものかもしれない。このことは、医療提供者がCOVID-19の生存者をホルモンの変化や不妊症の可能性についてモニターするかどうかを決める際の参考になり得る。

### 精巣炎
精巣炎、即ち細菌やウイルス感染による精巣の炎症は、精巣萎縮を引き起こす可能性がある。おたふくかぜは昔から精巣炎や精巣萎縮との重要な相関が指摘されていたが、おたふくかぜのワクチン接種率が高い国では稀になっている。

### 精索静脈瘤と精索捻転症
精索静脈瘤と精索捻転症は、精巣への直接的な損傷が精巣萎縮に繋がる可能性のある疾患である。精索静脈瘤は、精巣から血液を送り出す静脈に血液がたまる病気で、青年期および成人の睾丸の約15％にみられる比較的一般的な疾患である。現在のところ、精索静脈瘤が実際に不妊に関する問題の直接的な原因になる頻度については、はっきりと確立されていない。
精索捻転症とは陰嚢内で精巣が捻れる病態で、影響を受けた精巣への血流が遮断され、損傷が急速に進行する可能性がある。精索静脈瘤とは異なり、精巣捻転症は医療上の緊急事態と見做される。

### その他の疾患
嚢胞性線維症と両側性精巣萎縮症には相関関係がある可能性がある。嚢胞性線維症は様々な臓器に粘液が蓄積する疾患である。嚢胞性線維症が生殖器系を含む人体の複数の器官に影響を及ぼすことが証明されている。男性嚢胞性線維症患者の約97～98％は、精巣から精子を運び出す男性生殖器官の管である精管が欠損しており、不妊症である。更に、嚢胞性線維症は、分泌物の脱水を引き起こすことで、男性生殖器の萎縮を齎す可能性がある。最近では、H63D症候群（オシュトラン症候群）との関連も見つかっている。

## 診断

### 触診
医師は初めに、精巣の大きさや形、硬さや質感を評価する。

### 超音波検査

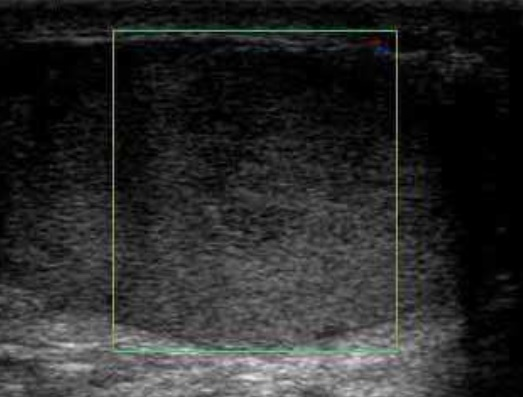
精索捻転症の超音波撮像

超音波検査は、精巣容積の検出に用いられる。精巣容積が12mL以下であれば、精巣萎縮の徴候である。また、精巣萎縮は、精巣容積が50％以上減少しているか、術後の精巣容積が反対側の精巣容積の25％未満であることで認められる。

### 臨床検査
精巣機能の評価もまた、臨床検査に依存する。テストステロンの低下は精巣萎縮の潜在的な原因であり、血液試料の検査値から遊離または生物学的利用可能テストステロンの低下を確認できる。
精索静脈瘤の患者では、精液中の酸化ストレスが高いため、精子のDNA断片化が亢進している可能性もある。精索静脈瘤の修復を行わなかった患者では、精巣萎縮を起こす場合がある。

## 治療

### 投薬
選択的エストロゲン受容体修飾薬（SERM）を単独で、あるいはhCGの自己注射に加えて行う治療は、蛋白同化ステロイドの使用によって引き起こされるホルモンバランスの乱れの是正を目的としており、患者によっては精巣萎縮の予防や回復に役立つことがある。

### 手術
精巣捻転による精巣萎縮のケースでは、超音波所見の如何にかかわらず、直ちに手術を実施する。治療を行わなかった結果、生殖能力が低下し、片方または両方の精巣を摘出する精巣摘除術が必要になることもある。すぐに治療を行えば精巣の回復時間は短縮されるが、精巣が再び萎縮する可能性もある。精巣萎縮と診断された患者に精巣摘除術を行うと、長期的にはテストステロン値に悪影響を及ぼす可能性がある。そのため、これらの患者は通常、精巣萎縮とテストステロン低値の再発を経過観察される。

### 生活習慣改善
精巣萎縮を治療するための薬物療法や外科的介入に加えて、ライフスタイルの改善も医療提供者から勧められる場合がある。殆どの生活習慣改善は、男性不妊の原因となる因子を対象としている。アルコール摂取、喫煙、蛋白同化ステロイド、大麻、オピオイドなどの薬物の制限や断薬は、不妊症に効果がある。更に、魚、果物、野菜、ナッツ類、種子類、全粒穀物、オリーブ油やキャノーラ油などの健康的な油の摂取量を増やすなど、よりバランスのとれた食事になるよう、食生活の改善を促すこともできる。赤身肉、加工肉、飽和脂肪酸やトランス脂肪酸の摂取を減らすことも、不妊治療成績の改善に繋がる。食生活の乱れは、精子にダメージを与える酸化ストレスを引き起こし、精巣容積を減少させたり精子の質を低下させる。オメガ3脂肪酸、抗酸化ビタミン、亜鉛、セレンは酸化ストレスによるダメージを軽減し、炎症を抑えるのに役立つ可能性があるため、十分なビタミンとミネラルの摂取を確保することも推奨される。亜鉛の摂取は肉類やナッツ類で、セレンの摂取は全粒穀物で増やすことができる。